# 徳島ヴォルティス・セカンド
徳島ヴォルティス・セカンド (とくしまヴォルティス・セカンド、Tokushima Vortis Second) は、かつて存在した日本のサッカークラブ。日本プロサッカーリーグ (Jリーグ) に加盟する徳島ヴォルティスのセカンドチームとして活動していた。

## 概要・歴史
2002年、徳島県サッカー協会が中心となって徳島フットボールクラブ・カバロス2002として結成された。ホームスタジアムは徳島市球技場。チーム名は2002年が壬午年であったことから、スペイン語で「馬」を意味する caballos から命名された。
2004年に徳島県サッカー協会の社団法人化を機に「徳島スポーツクラブ・カバロス」が発足し、総合スポーツクラブとしてサッカー以外へも活動範囲を広げた。なお、徳島スポーツクラブ・カバロスはトップチームのJリーグ入会を目指していたが、2005年3月に徳島ヴォルティスへトップチームを譲渡した。
これに伴って2005年4月8日付で名称を「徳島ヴォルティス・カバロス」 (Tokushima Vortis Caballos）へ変更し、第1種（社会人・大学生チーム）登録のアマチュアチームとして、トップチームとユースチームの間に位置することとなった。
2006年2月5日に四国リーグ入れ替え戦に勝利し、四国サッカーリーグ昇格を機に、徳島ヴォルティス・カバロスから「徳島ヴォルティス・アマチュア」 (Tokushima VORTIS Amateur) に名称を変更した。また、2006年に天皇杯全日本サッカー選手権大会に初めて出場した。
2008年3月1日付でチームとしての位置づけを明確化するため「徳島ヴォルティス・セカンド」に名称変更を行った。なお、ヴォルティスはJサテライトリーグにも参加し、トップ・サテライトに次ぐ第3位のクラスであったが、2009年にJサテライトリーグが廃止されたため、事実上セカンドが第2位のクラスとなっていた。
2010年12月末で活動休止。ヴォルティスのサテライトチームは四国リーグへの代替参加はせず、中四国サテライトリーグに参戦していた。
なお、セカンドの休止後も「徳島スポーツクラブ・カバロス」は活動しており、2013年4月には特定非営利活動法人として認証された。

## チーム成績・歴代監督
| 年度 | 所属       | 試合 | 勝点 | 勝 | 分 | 敗 | 得点 | 失点 | 差  | 順位 | 天皇杯     | 監督     |
| ---- | ---------- | ---- | ---- | -- | -- | -- | ---- | ---- | --- | ---- | ---------- | -------- |
| 2002 | 徳島県3部B | 12   | 36   | 12 | 0  | 0  | 103  | 4    | +99 | 優勝 | 県予選敗退 | 坊野竜也 |
| 2003 | 徳島県2部  | 13   | 28   | 9  | 1  | 3  | 56   | 22   | +34 | 2位  | 県予選敗退 | 坊野竜也 |
| 2004 | 徳島県1部  | 11   | 25   | 8  | 1  | 2  | 46   | 11   | +35 | 優勝 | 県予選敗退 | 坊野竜也 |
| 2005 | 徳島県1部  | 11   | 29   | 9  | 2  | 0  | 51   | 7    | +44 | 優勝 | 県予選敗退 | 坊野竜也 |
| 2006 | 四国       | 14   | 18   | 5  | 3  | 6  | 30   | 30   | 0   | 5位  | 1回戦敗退  | 福島義史 |
| 2007 | 四国       | 14   | 40   | 13 | 1  | 0  | 92   | 7    | +85 | 優勝 | 2回戦敗退  | 東泰     |
| 2008 | 四国       | 14   | 35   | 11 | 2  | 1  | 68   | 5    | +63 | 2位  | 3回戦敗退  | 東泰     |
| 2009 | 四国       | 14   | 40   | 13 | 1  | 0  | 62   | 7    | +55 | 優勝 | 1回戦敗退  | 東泰     |
| 2010 | 四国       | 14   | 34   | 11 | 1  | 2  | 47   | 10   | +37 | 2位  | 1回戦敗退  | 東泰     |

## タイトル

### リーグ戦
- 四国サッカーリーグ：2回
  - 2007年、2009年